# Дубовая роща (парк, Москва)
Парк «Дубо́вая Ро́ща» — небольшой парк в Останкинском районе Северо-Восточного административного округа Москвы.

## Расположение
С севера парк ограничен улицей Академика Королёва, с юга — проездом Дубовой Рощи, с востока — территорией Останкинской телебашни, а с запада — одним из зданий телецентра. 

## История
Нынешний парк является одной из частей некогда существовавшей в этом районе обширной Останкинской дубравы, которая в результате длительного антропогенного воздействия превратилась в изреженный городской парк.

## Особенности
Площадь парка — 8,7 га. Основу зелёных насаждений представляют собой дубы возрастом 150—200 лет, по которым парк получил своё название. Помимо них здесь произрастают липы, клёны, вязы, осины, ивы. .

## Ссылки

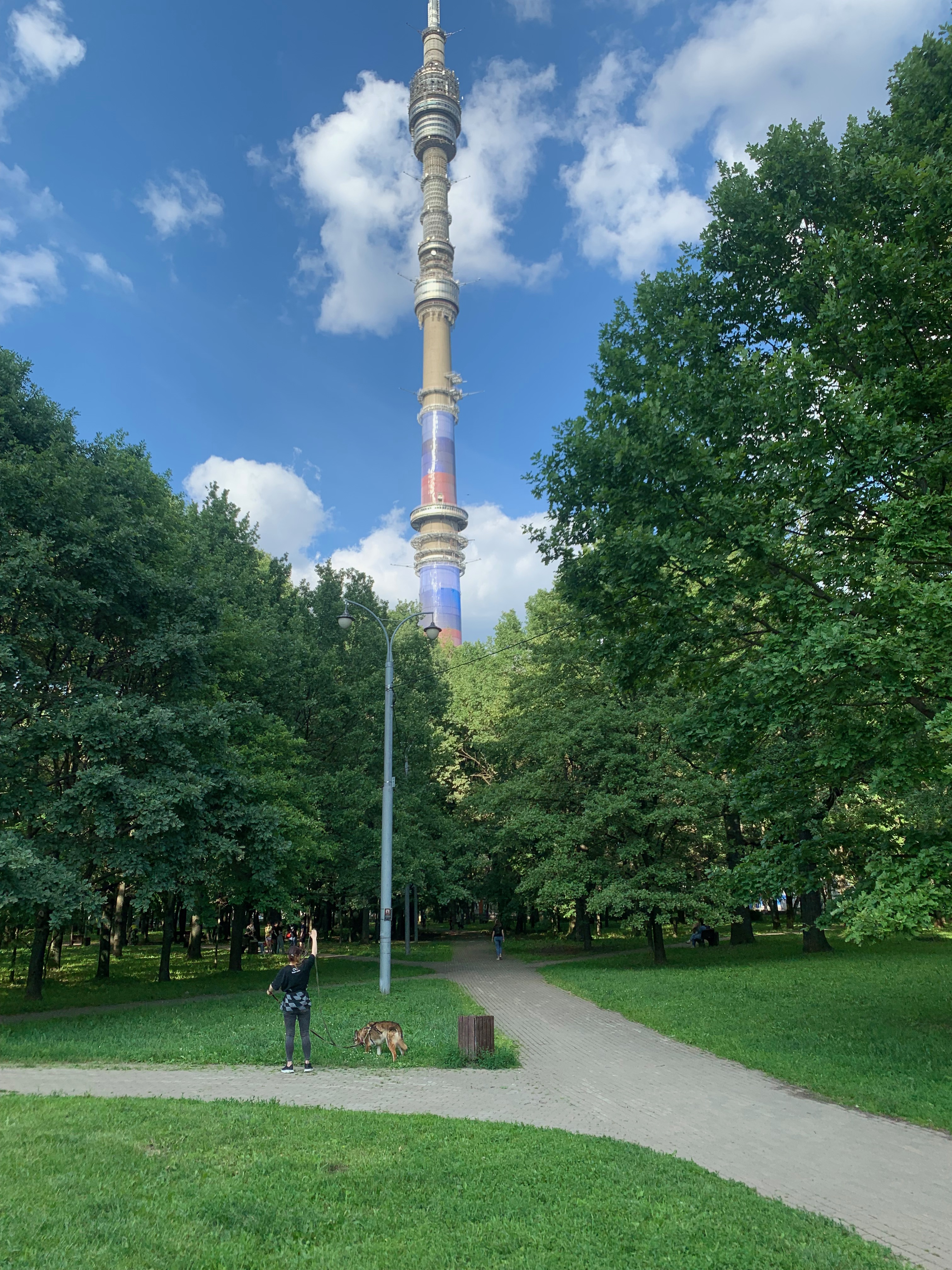
Вид на Останкинскую башню из парка
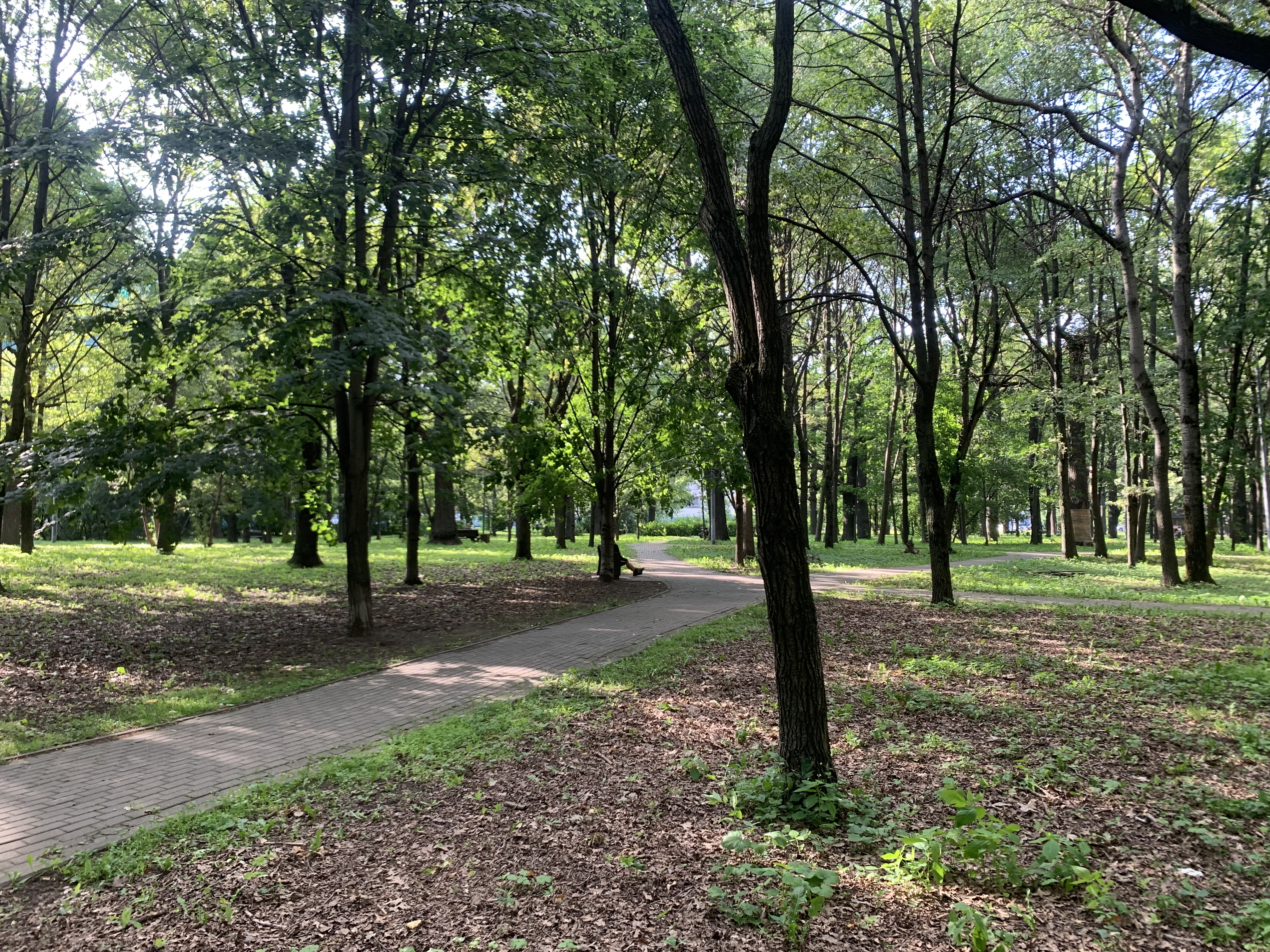
В парке
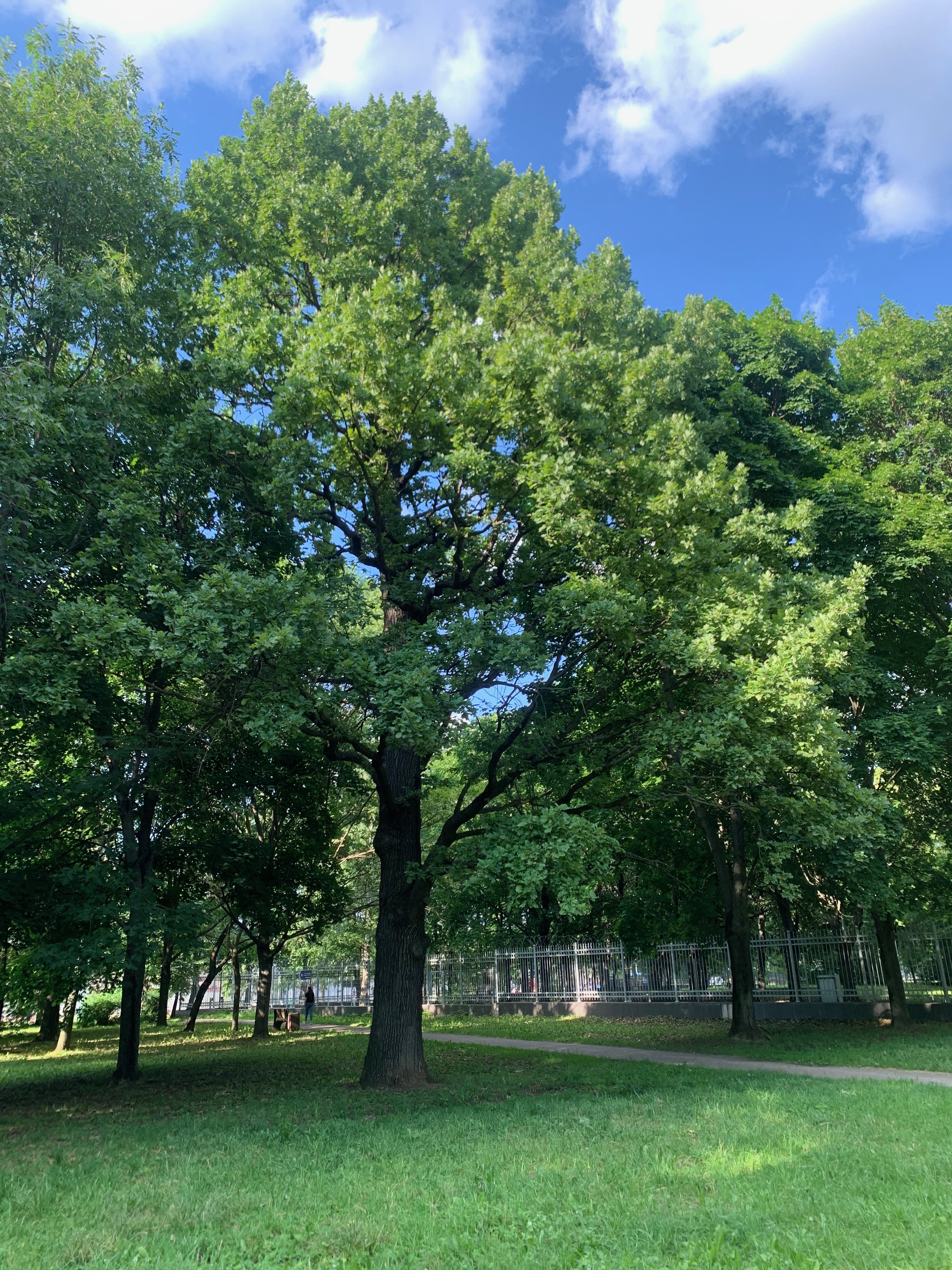
Дубы в парке
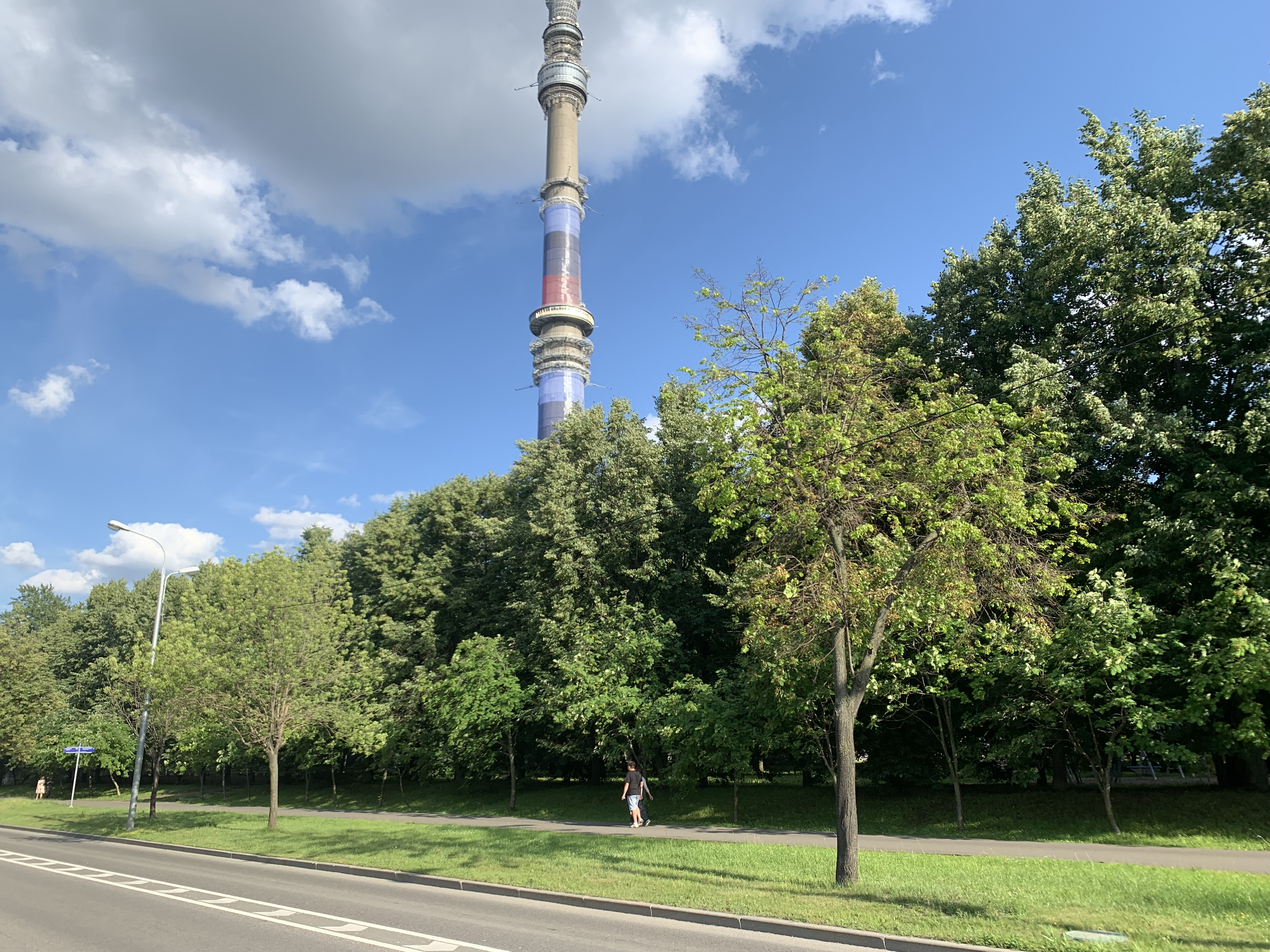
Вид на телебашню и парк с улицы Академика Королёва